# Вена Галена
Вена Галена — один из крупных кровеносных сосудов черепа в головном мозге. Термин назван в честь её первооткрывателя — греко-римского медика Галена. Также вена известна как большая мозговая вена.

## Анатомическое строение
Вена Галена считается одной из глубоких мозговых вен. Другие глубокие церебральные вены — это внутренние церебральные вены, образованные объединением верхней таламостриарной вены и верхней сосудистой вены в межжелудочковых отверстиях. Внутренние мозговые вены можно увидеть на верхней поверхности хвостатых ядер и таламуса под мозолистым телом. Вены на передних полюсах таламуса сливаются c задней стороны от шишковидного тела, образуя большую мозговую вену. Большая часть крови в глубоких венах головного мозга собирается в вена Галена. Также есть различия между данными типами вен — поверхностные вены в дорсальных частях полушарий идут медиально вверх и впадают в большой верхний сагиттальный синус в верхнем крае cерпа большого мозга. Верхний сагиттальный синус делится на две части, называемые поперечными синусами, где cерп большого мозга встречается с намётом мозжечка. Сигмовидный синус, продолжающий поперечный синус, впадает в яремную вену в яремном отверстии. Внутренняя яремная вена выходит из черепа и спускается к шее.
Вены головного мозга имеют очень тонкие стенки и не содержат клапанов. Они возникают в головном мозге и лежат в субарахноидальном пространстве. Они прокалывают паутинную оболочку и менингеальный слой твердой мозговой оболочки и сливаются в венозные синусы черепа.

## Клиническое значение вены Галена

### Аневризмы и другие мальформации вены Галена
Большинство состояний, связанных с веной Галена, возникают из-за врожденных дефектов. Аневризматические мальформации в зоне вены Галена являются наиболее частой формой симптоматической цереброваскулярной мальформации у новорожденных и младенцев. Наличие и расположение ангиом разнообразны и не следуют какой-либо предсказуемой схеме или последовательности. Врожденный порок развивается на 6-11 неделях внутриутробного развития плода в виде стойкой эмбриональной прозэнцефалической вены Марковского; таким образом, аневризматические мальформации в зоне вены Галена на самом деле неправильное название. Жила Марковского фактически впадает в вену Галена.

### Врождённое отсутствие вены Галена
Отсутствие вены Галена — врожденное заболевание. Глубокие церебральные вены головного мозга обычно проходят через большую мозговую вену. При её отсутствии вены промежуточного мозга и базальных ганглиев отводятся латерально в поперечный синус, а не соединяются по средней линии через систему дренажа Галена. Отсутствие большой мозговой вены встречается довольно редко. Оно выявляется в младенчестве, и большинство пациентов умирают в неонатальном периоде или в раннем младенчестве.

### Тромбоз вены Галена
Тромбоз вены Галена — это форма инсульта, вызванная сгустком крови в вене. Оно поражает от 3 до 8 % пациентов, преимущественно женщин. Пациенты могут иметь проблемы с головными болями, сознанием, тошнотой, дефектами зрения, утомляемостью, нарушение движений глаз и зрачковых рефлексов или впадение в кому. Тромбоз мозговой вены часто бывает смертельным, но его можно пережить. Факторы риска включают оральные контрацептивы, беременность и послеродовой период.

## Дополнительные ссылки
- Анатомическая диаграмма: 13048.000-3 (нем.). Иллюстрированный навигатор от Roche Lexicon. Elsevier. Архивировано 1 января 2014 года.
- http://neuroangio.org/venous-brain-anatomy/deep-venous-system/ (англ.)
- Изображения вены Галена (англ.)